# ГЕС Торіто
ГЕС Торіто — гідроелектростанція у центральній частині Коста-Рики, за чотири з половиною десятки кілометрів на схід від столиці країни Сан-Хосе. Знаходячись між ГЕС Ангостура (вище по течії) та ГЕС Ребентазон, входить до складу каскаду на річці Ребентазон, яка бере початок біля міста Картаго та тече до впадіння праворуч в річку Парісміна, котра сама невдовзі завершується на узбережжі Карибського моря.
Ребентазон бере початок у східній частині міжгірської депресії, відомої як Центральні рівнини та обмеженої з півночі Кордильєрою-Сентраль, а з півдня Кордильєрою-де-Таламанка. В кінці 20 століття на початку ділянки, де річка проривається з депресії до моря через Кордильєру-Сентраль, спорудили ГЕС Ангостура. А у 2010-х використали відпрацьовану цією станцією воду для живлення ще одного ступеню каскаду — ГЕС Торіто. За реалізацію проекту взялась іспанська компанія Union Fenosa, котра до того вже реалізувала подібний задум в каскаді на тій же Ребентазон, додавши ГЕС La Joya після станції Качі (навіть потужності у La Joya та Торіто обрали однаковими).
Від ГЕС Ангостура до річки прямує відвідний канал довжиною 0,35 км, неподалік завершення якого облаштували водозабірну споруду нової станції. Після неї ресурс потрапляє у прокладений через правобережний масив дериваційний тунель довжиною 3,5 км з перетином 50 м2, який неподалік від початку через відгалуження довжиною 0,3 км з діаметром 6 метрів з'єднаний з верхнім балансувальним резервуаром. Останній має корисний об'єм у 125 тис. м3 та, за необхідності, може скидати воду напряму до Ребентазон. На завершальному етапі головний тунель сполучений з запобіжним резервуаром баштового типу висотою 45 метрів та діаметром 20 метрів.
Основне обладнання станції становлять дві турбіни типу Френсіс потужністю по 25 МВт, які при напорі у 56,3 метра забезпечують виробітку 305 млн кВт-год електроенергії на рік.
Відпрацьована вода повертається у Ребентазон та прямує на ГЕС Ребентазон, при цьому існують плани спорудження на цій ділянці ще однієї ГЕС Izarco.